# Podalyria orbicularis
Podalyria orbicularis är en ärtväxtart som beskrevs av Ernst Meyer. Podalyria orbicularis ingår i släktet Podalyria och familjen ärtväxter. Inga underarter finns listade i Catalogue of Life.